# Мала Копка
Мала Ко́пка (рос. Малая Копка) — присілок в Можгинському районі Удмуртії, Росія.
Урбаноніми:
- вулиці — Клубна, Лісова

## Населення
Населення — 182 особи (2010; 182 в 2002).
Національний склад станом на 2002 рік:
- удмурти — 86 %